# Gyrandra chironioides
Gyrandra chironioides är en gentianaväxtart som beskrevs av August Heinrich Rudolf Grisebach. Gyrandra chironioides ingår i släktet Gyrandra och familjen gentianaväxter. Inga underarter finns listade i Catalogue of Life.